# Tyrolean Airways
Tyrolean Airways – nieistniejąca regionalna austriacka linia lotnicza z siedzibą w Innsbrucku. Linia obsługiwała połączenia do krajów europejskich, afrykańskich oraz na Kaukaz. Głównym hubem był port lotniczy Innsbruck.
W kwietniu 2015 doszło do fuzji Tyrolean Airways z Austrian Airlines.

## Flota
W skład floty Tyrolean Airways wchodziły następujące samoloty:
| Samolot            | Samolot  | Okres dostawy | Okres wycofania | Uwagi                         |
| Model              | Wycofane | Okres dostawy | Okres wycofania | Uwagi                         |
| ------------------ | -------- | ------------- | --------------- | ----------------------------- |
| Bombardier CRJ-100 | 6        | 1996-2004     | 1996-2007       |                               |
| Bombardier CRJ-200 | 13       | 1996-2004     | 2009-2010       |                               |
| BAe 146            | 3        | 2004          | 2004            |                               |
| DHC 7-100          | 4        | 1985-1992     | 1985-1999       |                               |
| DHC 8-100          | 14       | 1987-1996     | 1999-2003       |                               |
| DHC 8-200          | 22       | 1991-2003     | 1997-2010       |                               |
| DHC 8-400          | 18       | 2000-2014     | 2011-2015       | 17 we flocie w momencie fuzji |
| Embraer 145        | 3        | 2002          | 2003            |                               |
| Fokker 50          | 8        | 1994          | 1994-1996       |                               |
| Fokker 70          | 9        | 1995-2007     | 2013-2015       | 3 we flocie w momencie fuzji  |
| Fokker 100         | 16       | 1995-2008     | 1995-2015       | 15 we flocie w momencie fuzji |